# Assetjat
Assetjat (títol original en anglès: Hunted o The Stranger in Between) és una pel·lícula britànica dirigida per Charles Crichton i estrenada el 1952. Ha estat doblada al català.

## Argument
Robbie (Jon Whiteley), un orfe de 6 anys, ha estat assignat a una pares adoptius insensibles i durs a Londres. Ocasiona accidentalment un petit foc a casa, i tement que rebrà un càstig sever, fuig pels carrers de Londres. Finalment es refugia en un edifici bombardejat abandonat, on ensopega amb Chris Lloyd (Dirk Bogarde) i el cos de l'home que Lloyd acaba de matar; el seu empresari, aquell a qui Lloyd havia descobert estava tenint un afer amb la seva muller. Ara a la fuga, i conscient que Robbie és l'únic testimoni del seu delicte, Lloyd s'adona que haurà d'aconseguir marxar de Londres i que no té cap altra opció que endur-se el noi amb ell.
La pel·lícula segueix el parell mentre viatgen cap al nord cap a Escòcia amb la policia en la recerca una mica desconcertada, i segueix la relació que es desenvolupa entre els dos. Inicialment Lloyd considera Robbie desdenyosament, com una indesitjada inconveniència, mentre que Robbie és caut i sospita de Lloyd. Com el seu viatge progressa tanmateix, el parell gradualment desenvolupa un lligam d'amistat, confiança i causa comuna, ja que els dos senten que han cremat els seus ponts i ara no tenen res a perdre. Finalment arriben a un port pesquer escocès petit, on Lloyd roba un vaixell i els dos naveguen cap a Irlanda. Durant el viatge Robbie es posa malalt, i Lloyd fa tornar enrere el vaixell cap a Escòcia, on sap que la policia l'està esperant.

## Repartiment
- Dirk Bogarde: Chris Lloyd
- Kay Walsh: Mrs. Sykes
- Elizabeth Sellars: Magda Lloyd
- Geoffrey Keen: l'inspector Deakin
- Frederick Piper: Mr. Sykes
- Jane Aird: Mrs. Campbell
- Julian Somers: Jack Lloyd
- Jon Whiteley: Robbie
- Jack Stewart: Mr. Campbell
- Douglas Blackwell: l'inspector Grayson
- Leonard White: Sergent
- Gerald Anderson: Ajudant Comissionari
- Denis Webb: Cap Superintendent
- Gerald Case: Diputat Ajudant Comissionari
- John Bushelle: Cap Inspector

## Premis i nominacions
- Lleopard d'Or al Festival de Locarno